# 卡洛斯·塞普蒂恩
卡洛斯·塞普蒂恩（西班牙語：Carlos Septién，1923年1月18日—1978年），墨西哥男子足球运动员，司职前锋。他曾代表墨西哥国家队参加1950年和1954年国际足联世界杯，两届比赛均止步小组赛阶段。